# Braunschweig Lions
De Braunschweig Lions (actueel New Yorker Lions Braunschweig) is een American-football-team uit Braunschweig, Duitsland. De Lions zijn zowel het succesrijkste team van Europa met zes Eurobowl overwinningen als van Duitsland met twaalf nationale titels.

## Geschiedenis
De Lions werden 1987 op initiatief van leerlingen opgericht. Sinds 1994 spelen zij in de 1. Bundesliga, de huidige German Football League. Drie jaren later, 1997, bereikten die Lions voor de eerste keer de German Bowl en wonnen hun eerste nationale kampioenschap. Dus mochten zij 1998 in de European Football League spelen en kwamen tot de halve finale. In het seizoen 1999 wonnen de Lion hun derde opvolgende German Bowl en hun eerste Eurobowl. Dit succes herhaalden zij 2003.
Tot 2008 waren die Lions twaalf keer op rij in de German Bowl met acht overwinningen. Na vier minder succesvolle seizoenen begon de succesrijkste tijd van de Lions. Tussen 2013 en 2016 wonnen zij de German Bowl vier keer op rij. Gelijktijdig berijkten de Lions sinds 2014 elk jaar de Eurobowl en wonnen deze vanaf 2015. Met een streek van vier opvolgende Eurobowl overwinningen werden zij recordhouder met zes titels. In 2019 wonnen ze hun twaalfde German Bowl, ook in deze competitie zijn zij recordhouder. Er was geen Europese competitie in deze jaar, dus eindigde de streek van overwinningen in de Eurobowl.

## Eregalerij
- Eurobowl
  - titels (6): 1999, 2003, 2015–2018
  - finalist (2): 2002, 2014
- German Bowl
  - titels (12): 1997–1999, 2005–2008, 2013–2016, 2019
  - finalist (6): 2000–2004, 2017
- GFL Noord
  - winnaar (15): 1998, 1999, 2002–2007, 2013–2019